# Chris Fisher (Schauspieler)
Chris Adrian Fisher ist ein südafrikanischer Schauspieler.

## Leben
Fisher wuchs im südafrikanischen Kapstadt auf. Er debütierte 2011 in dem Spielfilm Blue Crush 2 – No Limits als Schauspieler. Zwischen 2013 und 2014 stellte er die Rolle des Bryce Elliot in insgesamt 15 Episoden der Fernsehserie SAF3 dar. Nach einer Besetzung im Kurzfilm Italian Kiss und Episodenrollen in den Serien Dominion und Saints & Strangers war er von 2016 bis 2017 in der Fernsehserie Black Sails als Ben Gunn zu sehen. 2017 übernahm er Besetzungen in den Fernsehserien Origins: The Journey of Humankind und Tali's Wedding Diary sowie in der deutschen Fernsehfilmproduktion Tödliche Geheimnisse – Jagd in Kapstadt an der Seite von Anke Engelke.
2018 verkörperte er die historisch anspruchsvolle Rolle des Deiphobus in der Fernsehserie Troja – Untergang einer Stadt. Im selben Jahr stellte er einen Charakter im Fernsehfilm 6-Headed Shark Attack dar. Neben einer Episodenrolle in der Fernsehserie Deep State war er in dem Film Monster Island – Kampf der Giganten als Riley James zu sehen. 2020 übernahm er Charakterrollen in den Fernsehserien Vagrant Queen, Raised by Wolves und Warrior. 2021 war er in einer Episode der Fernsehserie Bulletproof und im Spielfilm Endangered Species zu sehen.

## Filmografie
- 2011: Blue Crush 2 – No Limits (Blue Crush 2)
- 2013: Spud 2: The Madness Continues
- 2013–2014: SAF3 (Fernsehserie, 15 Episoden)
- 2015: Italian Kiss (Kurzfilm)
- 2015: Dominion (Fernsehserie, Episode 2x09)
- 2015: Saints & Strangers (Mini-sehserie, Episode 1x01)
- 2016–2017: Black Sails (Fernsehserie, 15 Episoden)
- 2017: Origins: The Journey of Humankind (Fernsehserie, 3 Episoden)
- 2017: Tödliche Geheimnisse – Jagd in Kapstadt (Fernsehfilm)
- 2017: Tali's Wedding Diary (Fernsehserie, Episode 1x06)
- 2018: Troja – Untergang einer Stadt (Troy: Fall of a City) (Fernsehserie, 8 Episoden)
- 2018: 6-Headed Shark Attack (Fernsehfilm)
- 2019: Deep State (Fernsehserie, Episode 2x01)
- 2019: Monster Island – Kampf der Giganten (Monster Island)
- 2020: Vagrant Queen (Fernsehserie, 2 Episoden)
- 2020: Raised by Wolves (Fernsehserie, 5 Episoden)
- 2020: Warrior (Fernsehserie, Episode 2x07)
- 2021: Bulletproof (Fernsehserie, Episode 3x01)
- 2021: Endangered Species